# كزافييه الكسندر
كزافييه الكسندر (19 أكتوبر 1988 في الولايات المتحدة - ) (بالإنجليزية: Xavier Alexander)‏ هو لاعب كرة سلة أمريكي في مركز مدافع مسدد الهدف. لعب مع Singapore Slingers ‏.

## وصلات خارجية
- كزافييه الكسندر على موقع كرة السلة الأوروبية.كوم (الإنجليزية)
- كزافييه الكسندر على موقع كلية كرة السلة في سبورتس رفرنس.كوم (الإنجليزية)
- كزافييه الكسندر على موقع ريلجم (الإنجليزية)
- كزافييه الكسندر على موقع بروبوليرز (الإنجليزية)
- كزافييه الكسندر على موقع سبورتس رفرنس (الإنجليزية)